# Dorfkirche Dierberg

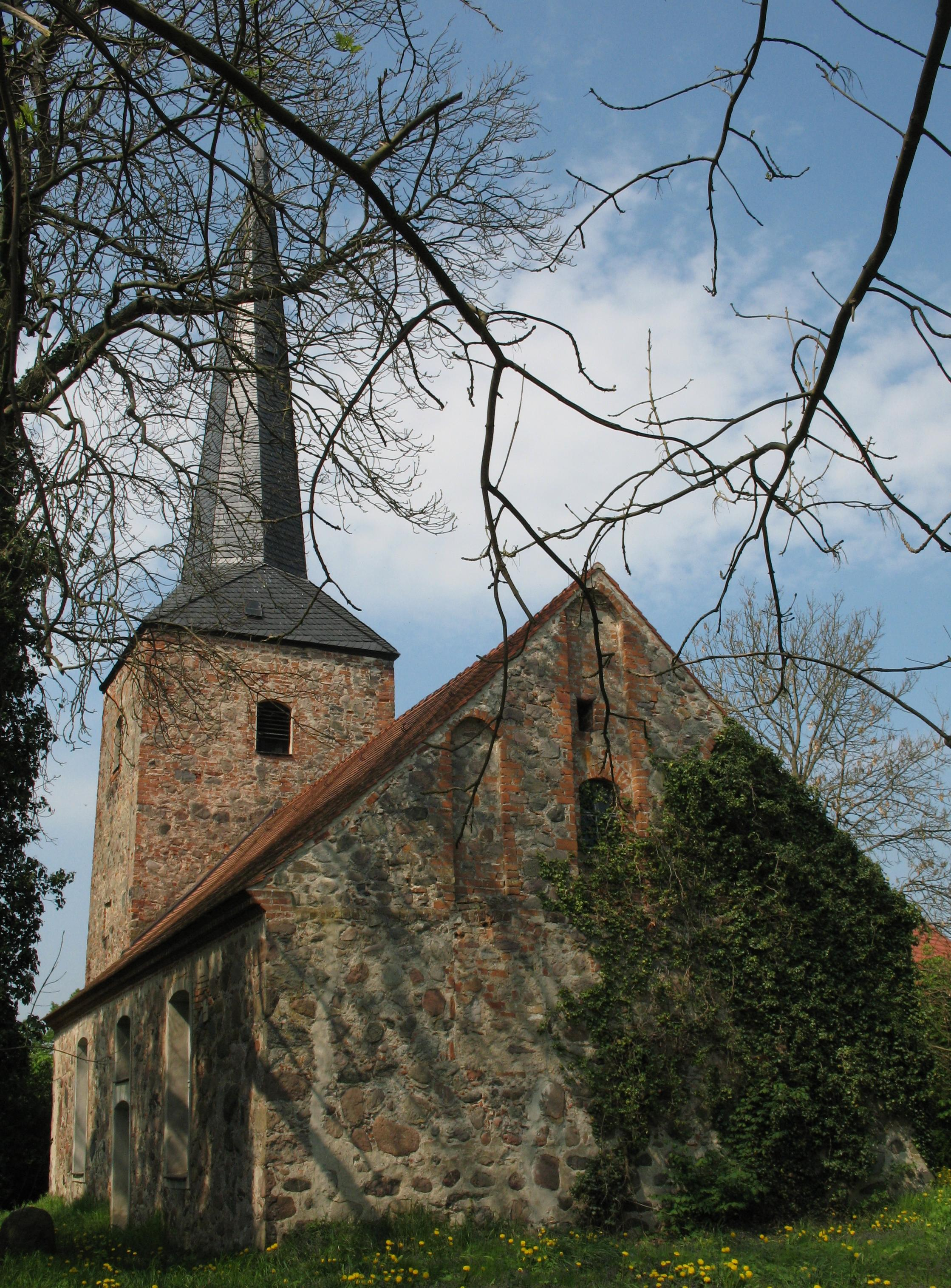
Dorfkirche Dierberg

Die evangelische, denkmalgeschützte Dorfkirche Dierberg steht in Dierberg, einem Ortsteil der Stadt Rheinsberg im Landkreis Ostprignitz-Ruppin von Brandenburg. Die Kirchengemeinde gehört zum Kirchenkreis Oberes Havelland der Evangelischen Kirche Berlin-Brandenburg-schlesische Oberlausitz.

## Beschreibung
Die spätgotische Saalkirche wurde um 1513 aus Feldsteinen erbaut. Sie besteht aus einem Langhaus, dessen Satteldach 1999 mit Biberschwänzen bedeckt wurde, und einem querrechteckigen Kirchturm im Westen. Das Dachwerk der Kirche und der achtseitige, schiefergedeckten Knickhelm des Turms entstanden vermutlich um 1688. Im Jahr 2001 erhielt der Turmhelm eine neue Dachdeckung. Im Zuge des barocken Umbaus der Kirche im 17. Jahrhundert oder erst in Verbindung mit der Aufstellung des Altars 1716 erfolgten der Einbruch der großen Flachbogenfenster in die Längswände des Kirchenschiffs und der Verputz des Feldsteinmauerwerks. 
Zur Kirchenausstattung gehört ein Kanzelaltar von 1716 auf einem steinernen, vermutlich noch mittelalterlichen Unterbau, dessen polygonale Kanzel zwischen gewundenen Säulen steht. Die 1892 von Friedrich Hermann Lütkemüller erbaute und nach 1945 umdisponierte Orgel auf der Empore hat sechs Register auf einem Manual und Pedal.